# Steffen Gebhardt
Steffen Gebhardt (22 de julho de 1981) é um pentatleta alemão. 

## Carreira
Steffen Gebhardt representou seu país nos Jogos Olímpicos de Verão de 2012, terminando na quinta colocação.